# Neche
Neche è un centro abitato (city) degli Stati Uniti d'America, situato nella Contea di Pembina nello Stato del Dakota del Nord. Nel censimento del 2000 la popolazione era di 437 abitanti. La città è stata fondata nel 1882.

## Geografia fisica
Secondo i rilevamenti dell'United States Census Bureau, la località di Neche si estende su una superficie di 0,90 km², tutti occupati da terre.

## Popolazione
Secondo il censimento del 2000, a Neche vivevano 437 persone, ed erano presenti 114 gruppi familiari. La densità di popolazione era di 482 ab./km². Nel territorio comunale si trovavano 188 unità edificate. Per quanto riguarda la composizione etnica degli abitanti, il 98,40% era bianco, lo 0,46% era nativo e lo 0,23% proveniva dall'Asia. Lo 0,69% apparteneva ad altre razze, mentre lo 0,23% a due o più. La popolazione di ogni razza ispanica corrispondeva al 5,26% degli abitanti.
Per quanto riguarda la suddivisione della popolazione in fasce d'età, il 24,9% era al di sotto dei 18, il 10,5% fra i 18 e i 24, il 21,1% fra i 25 e i 44, il 25,6% fra i 45 e i 64, mentre infine il 17,8% era al di sopra dei 65 anni di età. L'età media della popolazione era di 41 anni. Per ogni 100 donne residenti vivevano 113,2 maschi.